# أسروة باهتة
أسروة باهتة (الاسم العلمي: Aseroë pallida) هو نوع من الفطريات يتبع جنس الأسروة من فصيلة الفالوسية.